# Бащата (филм, 2020)
„Бащата“ (на английски: The Father) е френско-британски филм от 2020 година, психологическа драма на режисьора Флориан Зелер по негов сценарий в съавторство с Кристофър Хемптън, базиран на едноименната пиеса на Зелер.

## Сюжет
Антъни (Антъни Хопкинс) е възрастен уелски мъж, който страда от сенилна деменция. Той забравя случилите се събития, забравя къде оставя нещата си, поради което постоянно си мисли, че прислужниците крадат имуществото му. Антъни се кара със собствената си дъщеря Ана (Оливия Колман), която обвинява, че иска да се отърве от него и да го изпрати в старчески дом. Един ден, когато болестта се влошава особено, въображаемата Анна и нейният съпруг започват да идват в къщата на Антоний, тоест старецът започва да халюцинира.

## Актьорски състав
| Актьор         | Роля                                                            |
| -------------- | --------------------------------------------------------------- |
| Антъни Хопкинс | Антъни – осемдесетгодишен баща със сенилна деменция             |
| Оливия Колман  | Ана – дъщерята на Антъни                                        |
| Руфъс Сюъл     | Пол – съпругът на Ана                                           |
| Оливия Уилямс  | Медицинска сестра Катрин / Въображаема Ан                       |
| Марк Гатис     | Медик Бил / Въображаем Пол                                      |
| Имоджен Путс   | Домашна прислужница Лора / Въображаема домашна прислужница Луси |